# Hôtel de Malras
L'hôtel de Malras est un ancien hôtel particulier devenu mairie, situé à Aurillac (Cantal), en région Auvergne-Rhône-Alpes, en France.

## Localisation
Le monument se trouve place de l'Hôtel-de-Ville.

## Historique
Hôtel de style ogival flamboyant, démoli après avoir cédé son portail à la nouvelle mairie. La menuiserie actuelle date probablement du XVIIe siècle.

### Protection
L’hôtel de Malras est inscrit partiellement au titre des monuments historiques par arrêté du 19 mars 1982.

## Description
Seul vestige de l’édifice, le portail gothique flamboyant a été réemployé comme porte d’entrée de la mairie.
Six objets sont répertoriés dans la base Palissy : cinq tableaux issus de la galerie des Illustres, dont des portraits de Guy de Veyre, Laparra de Fieux, le général d'Estaing, le général Delzons, et Monsieur Furcy-Grognier.